# Осада Адрианополя
Оса́да Адриано́поля (болг. Одрин) — осада во время Первой Балканской войны османского города Адрианополя войсками Балканского союза с 21 октября (3 ноября) 1912 года по 13 (26) марта 1913 года.

## Укрепления Адрианополя
Адрианополь имел важное стратегическое значение: через него проходили железнодорожные пути с востока Балканского полуострова на запад, которые связывали турецкую Западную армию в Македонии со столицей Стамбулом и Восточной армией. Крепость была обустроена при помощи немецких специалистов и являлась первоклассным военным укреплением. Оборона состояла из трех позиций — передовой, главной и тыловой. На расстоянии от 0,5 до 3 км от города, на ряде естественных холмов вблизи него, была построена главная позиция, состоявшая из 24 каменно-земляных и 2 железобетонных фортов. Между фортами были расположены стрелковые траншеи с площадками для пулеметов и крупнокалиберных батарей, защищенные бетонными конструкциями. Между ними находилась сложная система заградительных траншей, заграждений из колючей проволоки в 5-6 рядов, волчьих ям и фугасов. На позициях размещались 524 орудия и 20 крепостных пулеметов.

## Осада

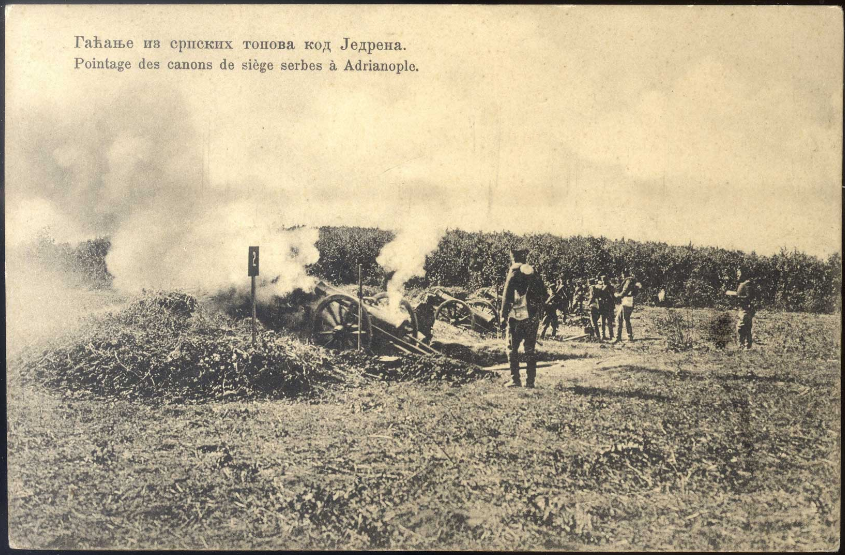
Сербская артиллерия ведет огонь

Первые бои под городом начались ещё в конце октября 1912 года. После поражения турок в Лозенградской и Люлебургазско-Бунархисарской операциях в октябре город был полностью окружен и отрезан от основных сил османов. 29 октября 1912 года с болгарского самолета «Альбатрос Ф-3» на Адрианополь были сброшены две бомбы. Это первая в истории авиабомбардировка города. 3 ноября турки Шукри-паши после упорных боёв отступил в Адрианополь. Первоначально блокаду взяли на себя 8-я Тунджанская пехотная дивизия и несколько вспомогательных частей 2-й болгарской армии под общим командованием генерал-лейтенанта Николы Иванова. В ноябре под Адрианополь были переброшены две сербские дивизии, в том числе тяжелая осадная артиллерия, под общим командованием генерала Степы Степановича. Союзники ставили перед собой цель не штурмовать крепость, а создать туркам невыносимые условия и заморить их голодом. В период перемирия с 3 декабря 1912 по 3 февраля 1913 года город по-прежнему находился в блокаде: в него не доставлялось продовольствие и боеприпасы. В начале 1913 г. к осаде присоединились части болгарской 2-й пехотной Фракийской дивизии, 3-й пехотной Балканской дивизии и 4-й пехотной Преславской дивизии.
3 февраля 1913 г. боевые действия возобновились в чрезвычайно сложных погодных условиях — при температуре до 18 градусов мороза и 1,8 м снега. Многие солдаты получают обморожение. Нехватка теплой одежды и топлива вывела из строя 17 000 солдат 2-й болгарской армии. Болгарская артиллерия из-за нехватки лошадей снабжалась воловьими упряжками, которые преодолевали расстояние от базы снабжения до фронта за 6 суток с максимум шестью снарядами на упряжку.

## Штурм

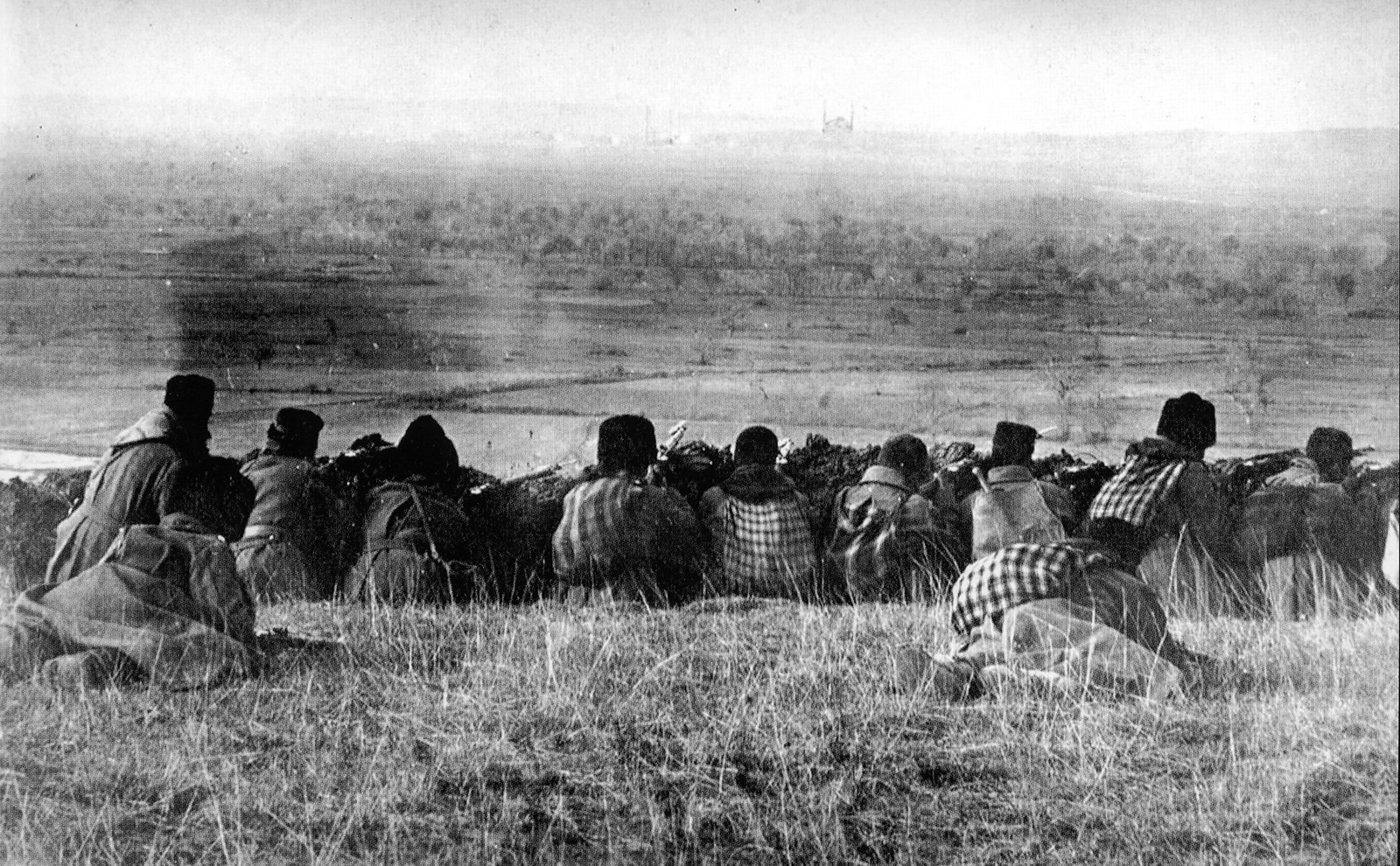
Болгарские войска накануне штурма Адрианополя

После провала османского контрнаступления в феврале у Мраморного моря союзники сосредоточили свои усилия на захвате трех опорных пунктов внутри Балканского полуострова, которые все еще находились под османским контролем — Шкодера, Янины и, в первую очередь, Адрианополя. Подготовка к штурму заключалась в покрытии всех металлических частей обмундирования и оружия тканью, чтобы не было блеска и шума. Армии, участвовавшие в осаде, были поставлены под совместное командование. Некоторые легкие артиллерийские орудия следовали за наступающими частями, выполняя роль орудий поддержки пехоты. Были предприняты попытки нарушить всю османскую радиосвязь, чтобы изолировать и деморализовать осажденные войска.
Финальный штурм состоял из двух ночных атак. 23 марта началась бомбардировка крепости болгарской артиллерией, являвшаяся подготовкой к штурму. 24 марта бомбардировка временно прекратилась, но потом возобновилась с новой силой. Под прикрытием артиллерии войска Балканского союза выдвинулись вплотную к турецким позициям и завязали рукопашные бои. В итоге сумели занять все турецкие внешние окопы и укрепления. Ночью 25 марта начался непосредственный штурм крепости. Рано утром 26 марта 1913 года комендант крепости Мехмед Шукри-паша сдал Адрианополь болгарской армии.
Потеря Адрианополя нанесла последний решающий удар османской армии и положила конец Первой Балканской войне.